# Esperanza Spalding
Esperanza Spalding (Portland, Oregon, 18 oktober 1984) is een Amerikaanse jazzbassiste en zangeres, die een geheel eigen repertoire heeft opgebouwd. In 2011 won ze als eerste jazzmuzikante de Grammy Award voor beste nieuwe artiest.

## Biografie

### Jeugd
Spalding groeide op in de King-buurt van Portland, een buurt die ze zelf een "getto" en "behoorlijk beangstigend" noemde. Haar moeder, die haar en haar broer als alleenstaande moeder opvoedde, was een onafhankelijke, hardwerkende vrouw. Spalding is van etnisch verschillende komaf. Haar zwarte afkomst verkreeg ze via haar vader: "Mijn moeder is Welsh, Hispanic en Native American, en mijn vader is zwart."
Toen Spalding vijf was, had ze zichzelf al viool leren spelen en speelde ze al samen met het Chamber Music Society of Oregon. Ze bleef bij het Chamber Music Society of Oregon tot ze vijftien was en vertrok als concertmeester.
Spalding leerde via haar moeder gitaarspelen, maar ze speelde ook al hobo en klarinet voordat ze op de middelbare school de bas ontdekte.
Toen haar in 2008 werd gevraagd waarom ze voor de bas had gekozen in plaats van voor een ander instrument, antwoordde ze dat het geen keuze was, maar dat "een bas zijn eigen strijkboog had", die bij haar resoneerde. Spalding vertelde dat het ontdekken van de bas voor haar zoiets was als "op een dag wakker worden en je realiseren dat je verliefd bent op een collega".
Spalding kan zowel in het Engels, Spaans als Portugees zingen.
Toen ze vijftien of zestien jaar was, begon Spalding teksten op muziek te schrijven voor de lokale indierock/popgroep Noise for Pretend, over alle onderwerpen die haar maar te binnen schoten. Hoewel ze enkele zanglessen had gevolgd die haar leerden haar stem te beschermen, deed ze volgens haarzelf haar eerste echte zangervaring toch op door "te zingen onder de douche", voordat ze bij Noise for Pretend begon te zingen.

### Solo-opnamen en samenwerkingsverbanden
Spalding heeft een tiental albums opgenomen. De eerste drie waren Junjo (2006), Esperanza (2008) en Chamber Music Society (2010). Hoewel Junjo is opgenomen onder alleen haar eigen naam, beschouwt Spalding het als een "gezamenlijke inspanning". Bij Esperanza was het materiaal van Spalding meer bedoeld om zichzelf te weerspiegelen, waarbij musici waren geselecteerd die dat materiaal het beste konden vertolken. Ed Morales schreef in PopMatters op 23 juni 2008 dat Esperanza "een uiteengespreide collage is van jazzfusion, Braziliaanse muziek en zelfs een beetje hiphop." Siddhartha Mitter schreef in The Boston Globe op 23 mei 2008 dat "de grote verandering" in Esperanza "de zang is (...). Dit maakt Esperanza een veel toegankelijker album en in sommige opzichten conventioneler." Op Chamber Music Society is de inspiratie van haar dagen als concertmeester duidelijk in de combinatie van een strijktrio met piano, keyboards, drums en percussie te horen.
In aanvulling op deze albums heeft Spalding samengewerkt met Fourplay, Stanley Clarke, Christian Scott, Donald Harrison, Joe Lovano, Niño Josele, Nando Michelin en Theresa Perez.

## Discografie

### Albums
| Album met eventuele hitnotering(en) in de Nederlandse Album Top 100 | Datum van verschijnen | Datum van binnenkomst | Hoogste positie | Aantal weken | Opmerkingen |
| ------------------------------------------------------------------- | --------------------- | --------------------- | --------------- | ------------ | ----------- |
| Chamber music society                                               | 2011                  | 16-07-2011            | 50              | 1            |             |
| Radio music society                                                 | 2012                  | 14-07-2012            | 59              | 1*           |             |
| Emily's D+Evolution                                                 | 2016                  | 04-03-2016            | 59              | 1*           |             |
| 12 Little Spells                                                    | 2018                  | 19-10-2018            | 59              | 1*           |             |

### Als bandleider
| Oorspr. verschijningsdatum | Album                 | Label                  | Aanvullende informatie |
| -------------------------- | --------------------- | ---------------------- | --- |
| 18 april 2006              | Junjo                 | Ayva Music             | Esperanza speelt bas en zingt, begeleid door een Cubaanse pianist en drummer.                                                                        |
| 20 mei 2008                | Esperanza             | Heads Up International | Begeleid door flamencogitarist Niño Josele, percussionist Jamey Haddad, drummer Horacio "El Negro" Hernández, saxofonist Donald Harrison en anderen. |
| 17 augustus 2010           | Chamber Music Society | Heads Up International | |
| 20 maart 2012              | Radio Music Society   | Heads Up International | |

### Met Noise For Pretend
| Oorspronkelijke uitgavedatum | Album                           | Label        | Aanvullende informatie |
| ---------------------------- | ------------------------------- | ------------ | ---------------------- |
| 30 oktober 2001              | Blanket Music/Noise For Pretend | Hush Records |                        |
| 2 juli 2002                  | Happy You Near                  | Hush Records |                        |

### Met Stanley Clarke
| Oorspronkelijke uitgavedatum | Album           | Label                  | Aanvullende informatie |
| ---------------------------- | --------------- | ---------------------- | ---------------------- |
| 6 oktober 2007               | The Toys of Men | Heads Up International |                        |

### Met Nando Michelin
| Oorspronkelijke uitgavedatum | Album      | Label                  | Aanvullende informatie                 |
| ---------------------------- | ---------- | ---------------------- | -------------------------------------- |
| 21 november 2006             | Duende     | Fresh Sound New Talent |                                        |
| 4 januari 2010               | Reencontro | Blue Music Group       | Esperanza Spalding zingt en speelt bas |

### Met M. Ward
| Oorspronkelijke uitgavedatum | Album                      | Label         | Aanvullende informatie |
| ---------------------------- | -------------------------- | ------------- | ---------------------- |
| 18 maart 2003                | Transfiguration of Vincent | Merge Records |                        |

### Met Mike Stern
| Oorspronkelijke uitgavedatum | Album              | Label                  | Aanvullende informatie |
| ---------------------------- | ------------------ | ---------------------- | ---------------------- |
| 11 augustus 2009             | "Big Neighborhood" | Heads Up International |                        |

### Met Fred Hersch
| Oorspronkelijke uitgavedatum | Album                   | Label            | Aanvullende informatie |
| ---------------------------- | ----------------------- | ---------------- | ---------------------- |
| 6 januari 2023               | "Alive at the Vanguard" | Palmetto Records |                        |

### Met Milton Nascimento
| Oorspronkelijke uitgavedatum | Album                | Label           | Aanvullende informatie |
| ---------------------------- | -------------------- | --------------- | ---------------------- |
| 9 augustus 2024              | "Milton + esperanza" | Concord Records |                        |